# Lygaeinae

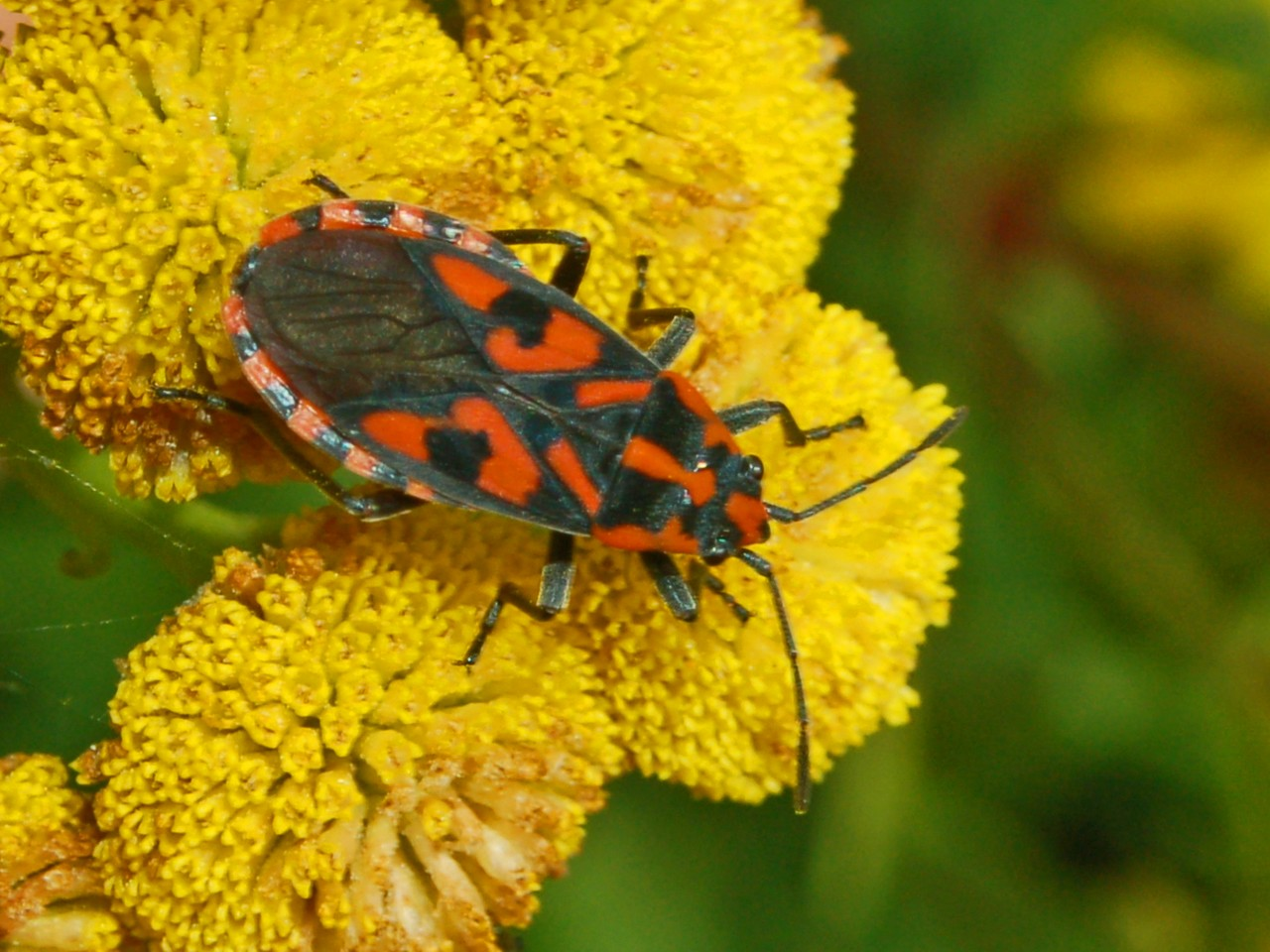
Zwiniec okrajkowy.

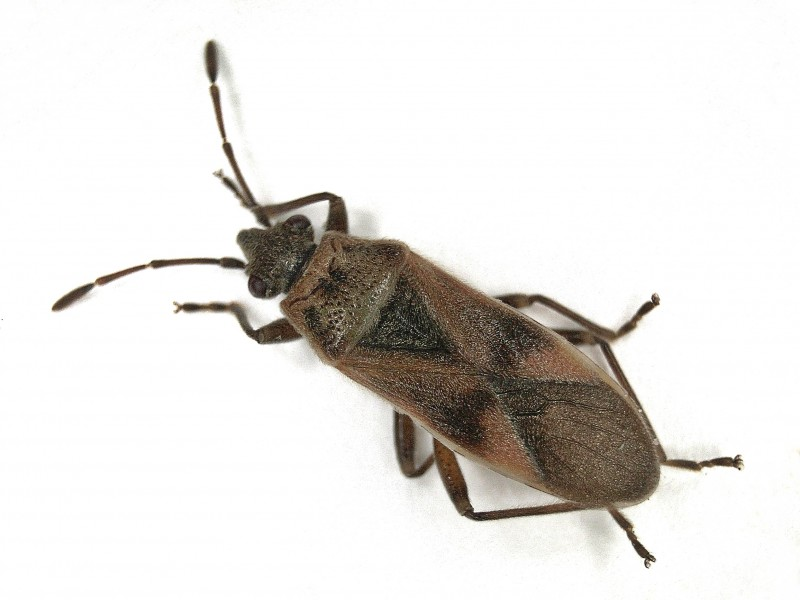
Arocatus longiceps

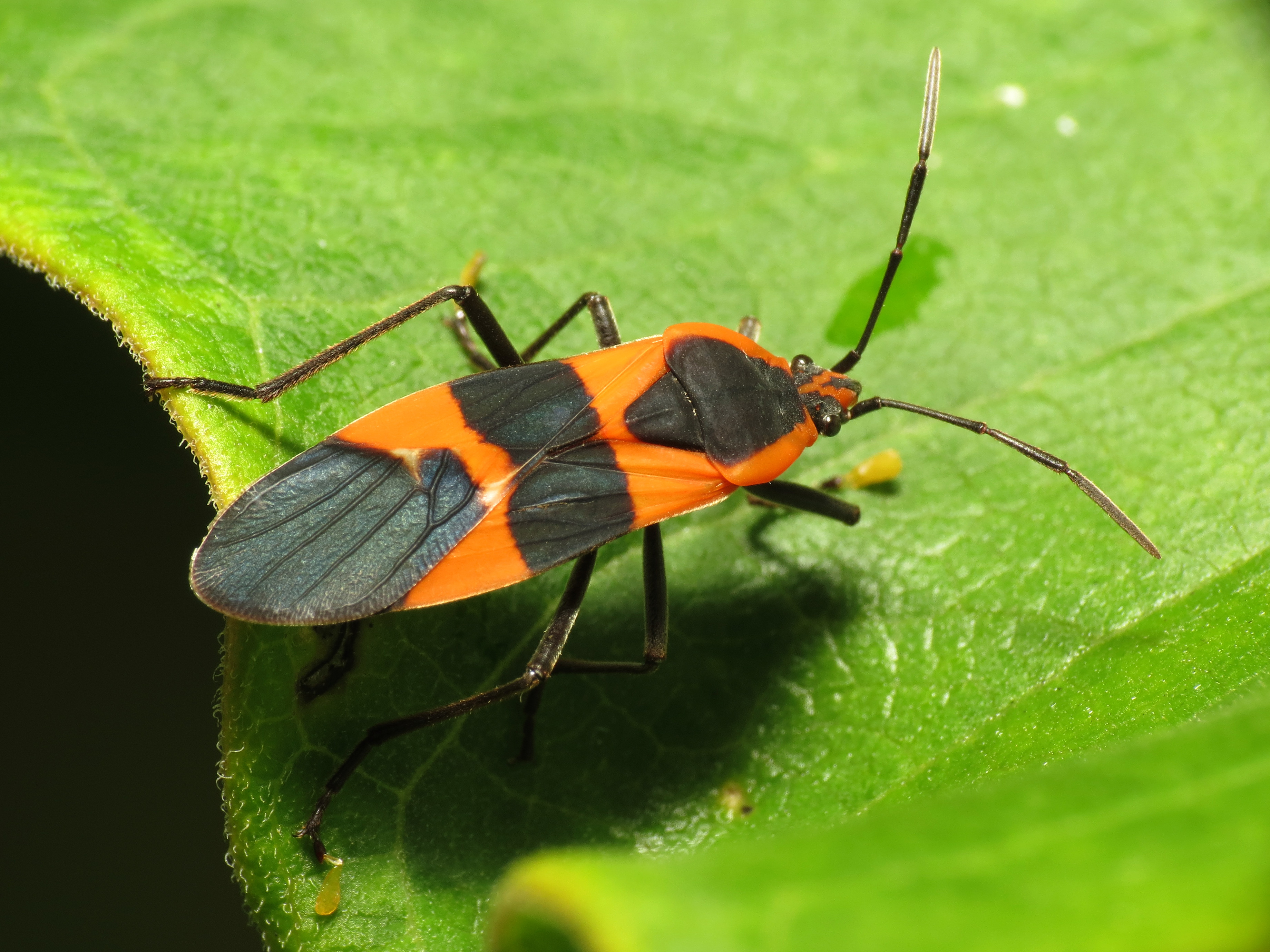
Oncopeltus fasciatus

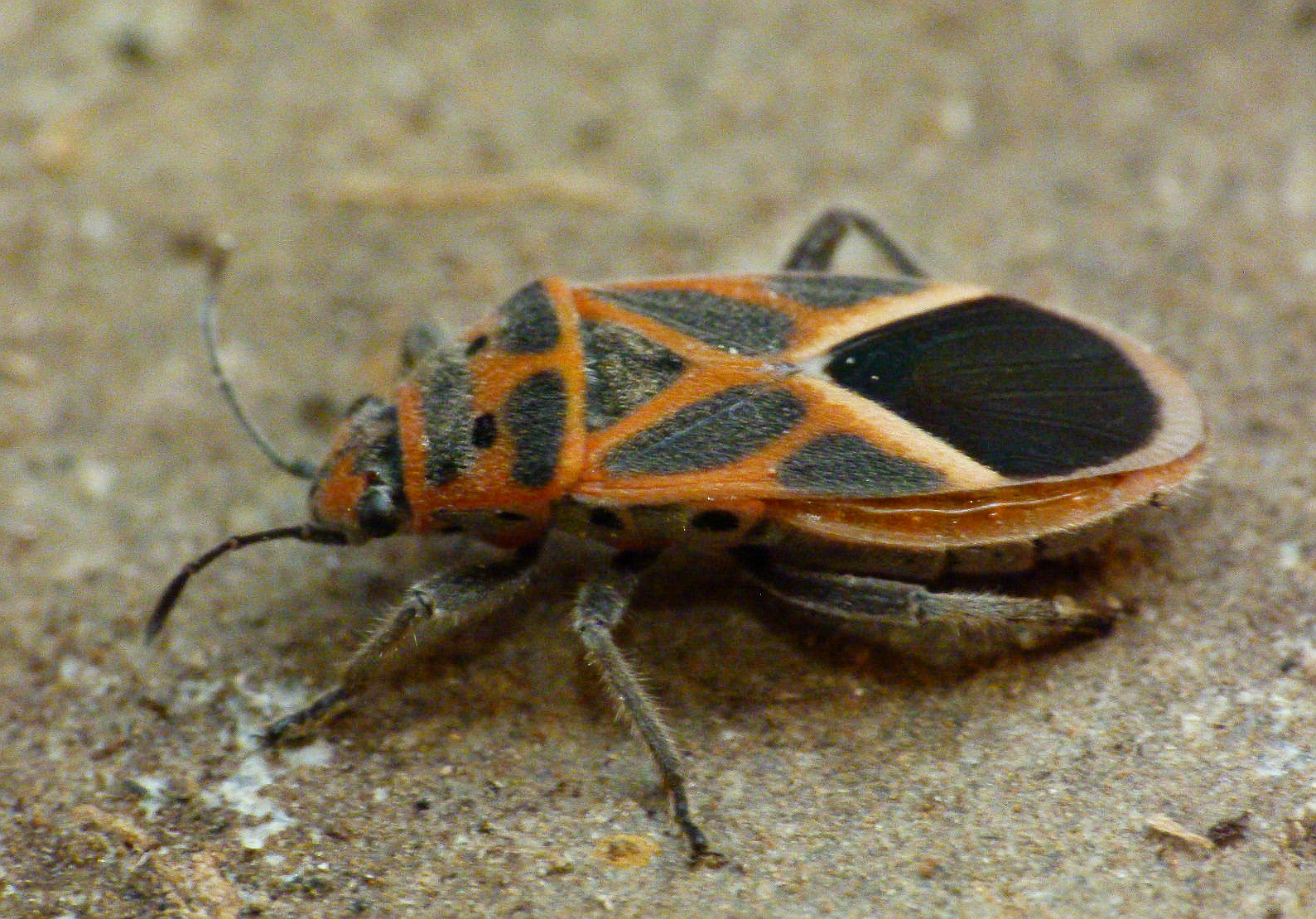
Graptostethus servus

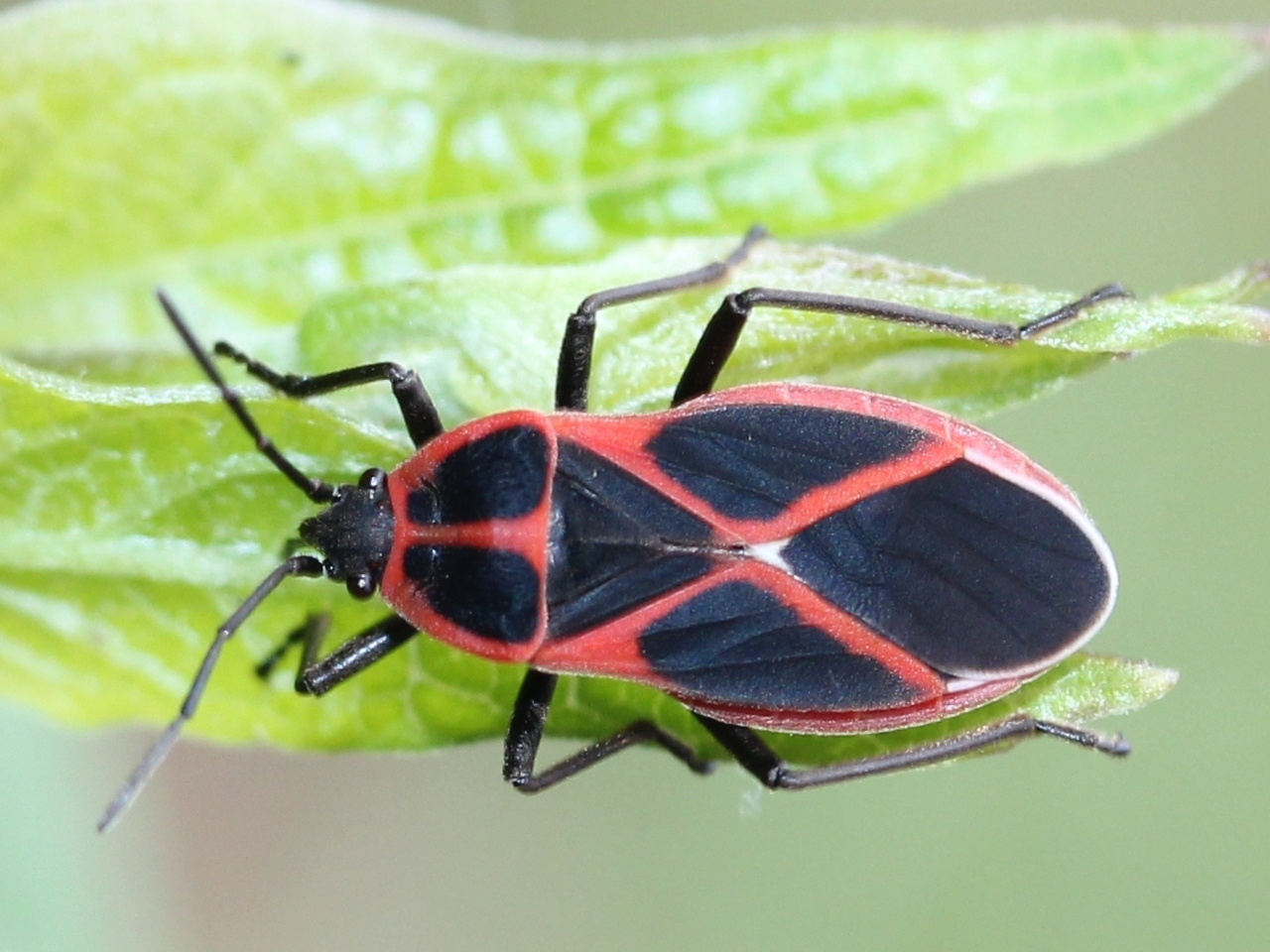
Tropidothorax cruciger

Lygaeinae – podrodzina pluskwiaków z podrzędu różnoskrzydłych i rodziny zwińcowatych. Obejmuje ponad 640 opisanych gatunków. Rozprzestrzeniona jest kosmopolitycznie.

## Morfologia
Pluskwiaki o ciele wydłużonym do podługowato-jajowatego i różnym ubarwieniu. Wiele gatunków ma kolorystykę niepozorną, brązową, szarą lub czarną, jednak liczni przedstawiciele podrodziny odznaczają się obecnością w ubarwieniu elementów jaskrawych: czerwonych, pomarańczowych lub żółtych. Powierzchnia ciała jest w większości pozbawiona punktowania.
Głowa jest wysunięta ku przodowi, pozbawiona trichobotrii, zaopatrzona w dobrze rozwinięte bukule, czteroczłonową kłujkę i, położone poniżej środka oczu złożonych, czteroczłonowe czułki. U form długoskrzydłych występują na głowie także przyoczka. Powierzchnia przedplecza ma poprzeczny wcisk, między guzami barkowymi a tarczką. Na tarczce znajduje się wyniosłość w kształcie litery „Y”. Półpokrywy są niepunktowane, o prostej wierzchołkowej krawędzi przykrywki, zwykle z wyraźną komórką w użyłkowaniu zakrywki. Skrzydła tylne mają żyłkę subkostalną, zaś pozbawione są żyłek interwannalnych.
Odwłok ma wszystkie przetchlinki położone na grzbietowej stronie segmentów. Szew między czwartym i piątym sternitem jest całkowity i dochodzi do brzegów odwłoka. U larw ujścia grzbietowych gruczołów zapachowych odwłoka znajdują się między tergitami czwartym i piątym oraz piątym i szóstym.

## Ekologia i występowanie
Owady te są fitofagami wysysającymi nasiona roślin. Często związane są pokarmowo z przedstawicielami trojeściowatych i toinowatych, a wiele gatunków wykazuje polifagizm. Większość Lygaeinae bytuje na roślinach, ponad poziomem gruntu, ale liczne gatunki zasiedlają ściółkę i tam wyszukują nasion. Wśród przedstawicieli podrodziny znaleźć można również formy wtórnie przystosowane do zamieszkiwania gleby. Mają one maskujące ubarwienie i pozbawione są zdolności do lotu.
Podrodzina rozprzestrzeniona jest kosmopolitycznie. Największą różnorodność gatunkową osiąga w strefie tropikalnej i subtropikalnej. W Polsce stwierdzono 8 gatunków z 6 rodzajów (zobacz też: zwińcowate Polski).

## Taksonomia
Takson ten wprowadzony został w 1829 roku przez Samuela Petera Schillinga. Do podrodziny tej należy ponad 640 opisanych gatunków, zgrupowanych w 64 rodzajach:
- Achlyosomus Slater, 1992
- Acrobrachys Horvath, 1914
- Acroleucus Stal, 1874
- Aethalotus Stal, 1874
- Afraethalotus Scudder, 1963
- Anochrostomus Slater, 1992
- Apterola Mulsant & Rey, 1866
- Arocatus Spinola, 1837
- Aspilocoryphus Stal, 1874
- Aspilogeton Breddin, 1901
- Astacops Boisduval, 1835
- Aulacopeltus Stal, 1868
- Biblochrimnus Brailovsky, 1982
- Caenocoris Fieber, 1860
- Cosmopleurus Stal, 1872
- Craspeduchus Stal, 1874
- Dalmochrimnus Brailovsky, 1982
- Ektyphonotus Slater, 1992
- Emphanisis China, 1925
- Gondarius Stys, 1972
- Graptostethus Stal, 1868
- Hadrosomus Slater Alex, 1992
- Haematorrhytus Stal, 1874
- Haemobaphus Stal, 1874
- Hormopleurus Horvath, 1884
- Horvathiolus Josifov, 1965
- Karachicoris Stys, 1972
- Latochrimnus Brailovsky, 1982
- Lygaeodema Horvath, 1924
- Lygaeosoma Spinola, 1837
- Lygaeospilus Barber, 1921
- Lygaeus Fabricius, 1794
- Melacoryphus Slater, 1988
- Melanerythrus Stal, 1868
- Melanocoryphus Stal, 1872
- Melanopleuroides Slater & Baranowski, 2001
- Melanopleurus Stal, 1874
- Melanostethus Stal, 1868
- Melanotelus Reuter, 1885
- †Mesolygaeus Ping, 1928
- Microspilus Stal, 1868
- Neacoryphus Scudder, 1965
- Nesostethus Kirkaldy, 1908
- Nicuesa Distant, 1893
- Ochrimnus Stal, 1874
- Ochrostomus Stal, 1874
- Oncopeltus Stal, 1868
- Orsillacis Barber, 1914
- Oxygranulobaphus Brailovsky, 1982
- Paranysius Horvath, 1895
- Pseudoacroleucoides Brailovsky, 1982
- Psileula Seidenstucker, 1964
- Pyrrhobaphus Stal, 1868
- Scopiastella Slater, 1957
- Scopiastes Stal, 1874
- Spilostethus Stal, 1868
- Stalagmostethus Stal, 1868
- Stenaptula Seidenstucker, 1964
- Stictocricus Horvath, 1914
- Thunbergia Horvath, 1914
- Torvochrimnus Brailovsky, 1982
- Tropidothorax Bergroth, 1894
- Woodwardiastes Slater, 1985
- Zygochrimnus Brailovsky, 2018